# Cauffry
Cauffry est une commune française située dans le département de l'Oise en région Hauts-de-France. Ses habitants sont appelés les Cauffriots et les Cauffriotes.

## Géographie

### Localisation
À vol d'oiseau, la commune se situe à 65 kilomètres au sud d'Amiens, à 30 kilomètres à l'est de Beauvais, à 29 kilomètres à l'ouest de Compiègne et à 51 kilomètres au nord de Paris.
La superficie de la commune est de 475 hectares.

### Communes limitrophes
| Cambronne-lès-Clermont | Rantigny    | Liancourt         |
|                        | Cauffry     | Mogneville        |
| Rousseloy              | Laigneville | Monchy-Saint-Éloi |

### Topographie et géologie
La localité, établie dans la Vallée dorée, se caractérise par un territoire ayant sa principale direction de l'est à l'ouest, depuis la rivière de la Brêche qui sert de limite jusqu'au plateau voisin du canton de Mouy.
Compris entre 36 mètres d'altitude sur les rives de la Brêche et 117 mètres sur le plateau, près de Rousseloy, ses altitudes sont variées. On relève 40 mètres au confluent de la Brêche et de la Béronnelle, 43 mètres sur la place de la mairie, 44 mètres au pont de Soutraine (D 916a) et au pont de Cauffry sur la Brêche, 46 mètres à Soutraine, 58 mètres au carrefour de la Poste, 102 mètres à l'entrée sur le territoire de la D 137, venant d'Ars et aux abords du bois Pigeon, et 114 mètres à la borne de l'Épine Pouilleuse près du territoire de Rousseloy,.
La vallée de la Brêche est tourbeuse dans toute l'étendue de la région. Cette dernière est présente sous le village, mais est peu apparente. La vallée est recouverte de terrains de transports et le coteau est formé de calcaire grossier. On trouve des argiles diluviennes et des sables à nummulites. Les abords de ce coteau ont fourni des sables pour la verrerie et pour la fonderie.

### Hydrographie
Cauffry se situe sur la rive droite de la Brêche, cours d'eau prenant sa source à Reuil-sur-Brêche et se jetant dans l'Oise à Villers-Saint-Paul.
Séparant la commune de Liancourt, Mogneville et Monchy-Saint-Éloi, son lit est en partie artificiel, creusé vers 1635. Celle-ci se divise en deux bras à deux reprises : au moulin de Cauffry, sur 400 mètres, puis au lieu-dit le Pré de la Huche, sur 300 mètres. D'ouest en est coule un ruisseau, le ru de Soutraine. Il naît sous le hameau d'Ars, dont il reçoit les eaux, ainsi que celles de diverses sources au-delà de Soutraine et aussi celles de la fontaine du Bouillon. Dans les vieux écrits il s'est appelé l'Auette ou l'Eauvette, ces noms s'étant appliqués à des petits cours d'eau. Le ru traverse une zone assez humide dite le marais de Soutraine, près de laquelle fut un vivier.
Peu près être passé sous la RD 916a et la voie ferrée, il pénètre sur Laigneville. Quelques ruisseaux intermittents coulent dans le fond de la vallée de la Brêche, au lieu-dit les Terres communales. Les zones les plus basses du territoire se situent au-dessus de nappes phréatiques sous-affleurantes.

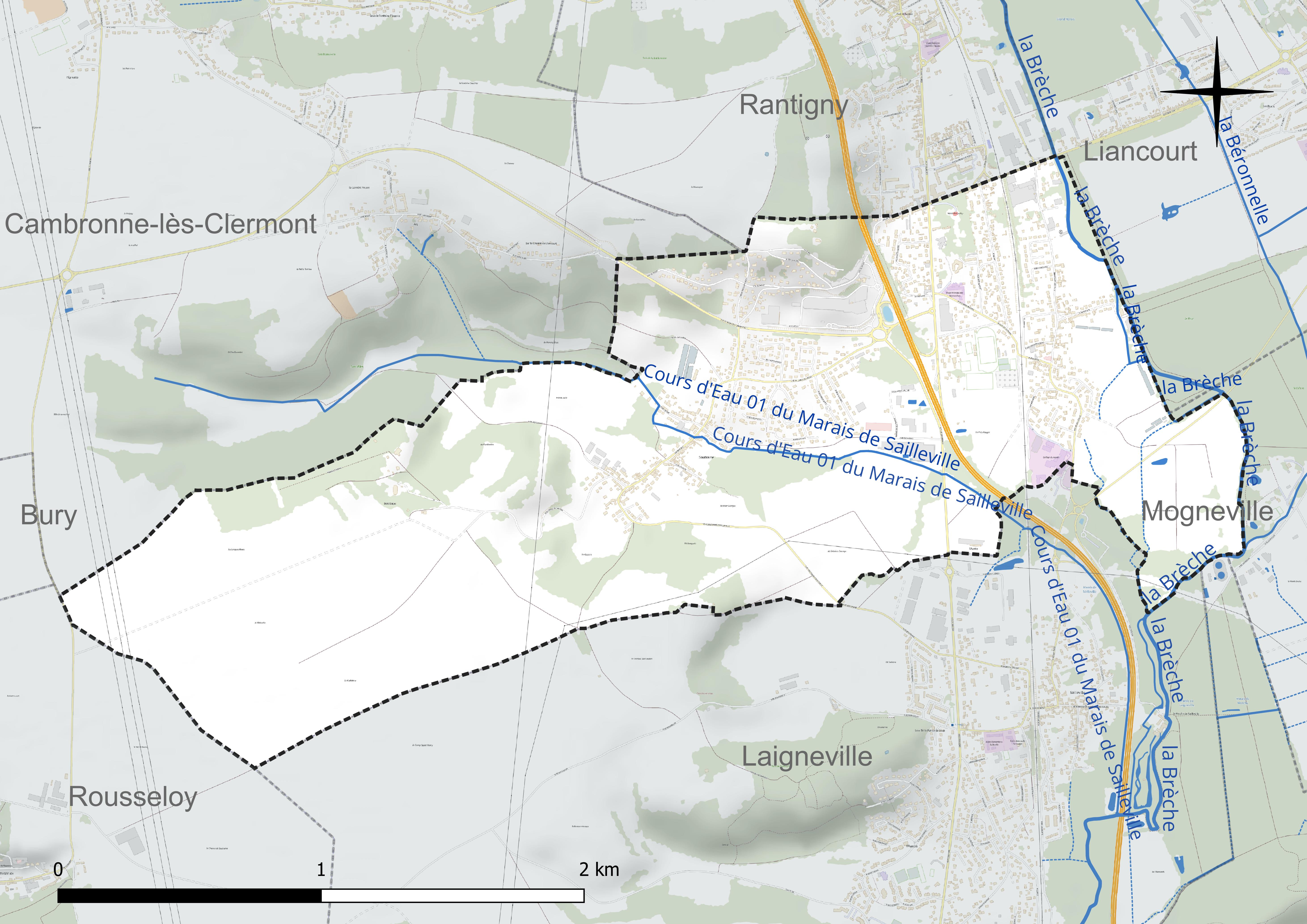
Réseau hydrographique de Cauffry.

### Climat
Pour des articles plus généraux, voir Climat des Hauts-de-France et Climat de l'Oise.
En 2010, le climat de la commune est de type climat océanique dégradé des plaines du Centre et du Nord, selon une étude du CNRS s'appuyant sur une série de données couvrant la période 1971-2000. En 2020, Météo-France publie une typologie des climats de la France métropolitaine dans laquelle la commune est exposée à un climat océanique et est dans la région climatique Nord-est du bassin Parisien, caractérisée par un ensoleillement médiocre, une pluviométrie moyenne régulièrement répartie au cours de l’année et un hiver froid (3 °C).
Pour la période 1971-2000, la température annuelle moyenne est de 10,9 °C, avec une amplitude thermique annuelle de 14,6 °C. Le cumul annuel moyen de précipitations est de 656 mm, avec 11 jours de précipitations en janvier et 7,9 jours en juillet. Pour la période 1991-2020, la température moyenne annuelle observée sur la station météorologique la plus proche, située sur la commune de Creil à 7 km à vol d'oiseau, est de 11,2 °C et le cumul annuel moyen de précipitations est de 662,2 mm,. Pour l'avenir, les paramètres climatiques de la commune estimés pour 2050 selon différents scénarios d'émission de gaz à effet de serre sont consultables sur un site dédié publié par Météo-France en novembre 2022.

### Milieux naturels
Malgré un tissu urbain occupant un quart de la commune, la moitié de la superficie constitue toujours des espaces cultivés (51 % sur 240 hectares). Les espaces boisés présents sur les coteaux du plateau d'Ars-Cambronne ainsi que sur les rives du ruisseau de Soutraine s'étendent sur près d'un cinquième du territoire sur plus de 90 hectares. On recense enfin plus de 21 hectares de vergers et prairies ainsi qu'un hectare d'espace vert public (parc de la Mairie),.
Les bois n'occupaient qu'un septième de la superficie totale dans les années 1960. Le territoire a été autrefois beaucoup plus boisé, vers Soutraine et la colline. Ces derniers constituent un corridor écologique potentiel.

## Urbanisme

### Typologie
Au 1er janvier 2024, Cauffry est catégorisée ceinture urbaine, selon la nouvelle grille communale de densité à sept niveaux définie par l'Insee en 2022.
Elle appartient à l'unité urbaine de Creil, une agglomération intra-départementale regroupant 23  communes, dont elle est une commune de la banlieue,,. Par ailleurs la commune fait partie de l'aire d'attraction de Paris, dont elle est une commune de la couronne,.

### Occupation des sols
L'occupation des sols de la commune, telle qu'elle ressort de la base de données européenne d’occupation biophysique des sols Corine Land Cover (CLC), est marquée par l'importance des territoires agricoles (54,6 % en 2018), une proportion sensiblement équivalente à celle de 1990 (54,1 %). La répartition détaillée en 2018 est la suivante : 
terres arables (44,9 %), zones urbanisées (22,6 %), forêts (16,2 %), zones agricoles hétérogènes (9,7 %), zones industrielles ou commerciales et réseaux de communication (6,6 %). L'évolution de l’occupation des sols de la commune et de ses infrastructures peut être observée sur les différentes représentations cartographiques du territoire : la carte de Cassini (XVIIIe siècle), la carte d'état-major (1820-1866) et les cartes ou photos aériennes de l'IGN pour la période actuelle (1950 à aujourd'hui).

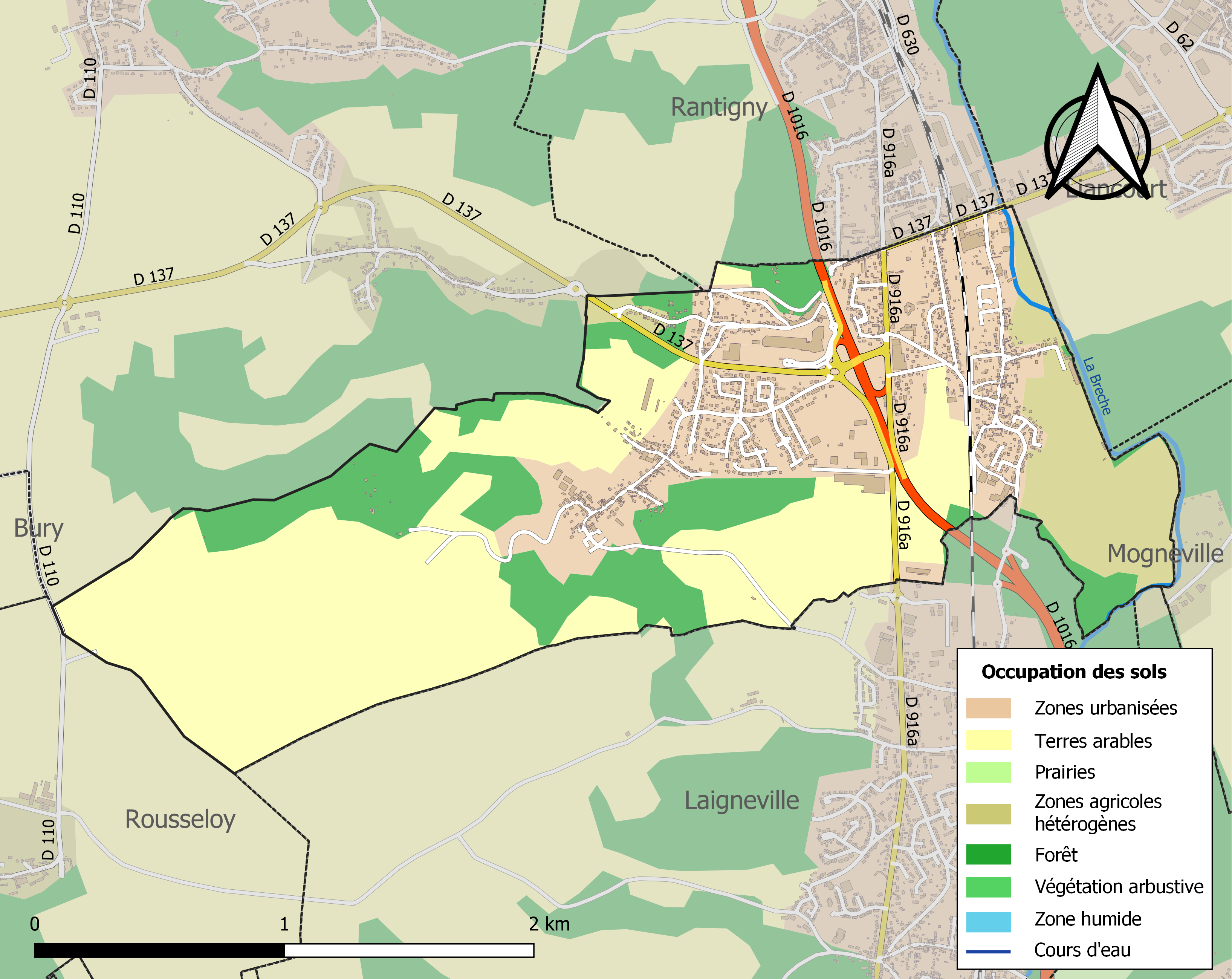
Carte des infrastructures et de l'occupation des sols de la commune en 2018 (CLC).

### Morphologie urbaine
L'important quartier de la rue Neuve ou de Grésillemont est composé de récentes constructions établies vers Soutraine et Ars. Cauffry entre dans l'unité urbaine (ou agglomération au sens de l'Insee) de Creil composée de 22 communes et regroupant 116 662 habitants en 2009,.

### Hameaux et lieux-dits
Hormis le chef-lieu, la commune compte un hameau, Soutraine, à l'ouest de ce dernier.

### Habitat et logement
En 2018, le nombre total de logements dans la commune était de 1 020, alors qu'il était de 973 en 2013 et de 917 en 2008.
Parmi ces logements, 94,9 % étaient des résidences principales, 0,3 % des résidences secondaires et 4,8 % des logements vacants. Ces logements étaient pour 93,6 % d'entre eux des maisons individuelles et pour 6,1 % des appartements.
Le tableau ci-dessous présente la typologie des logements à Cauffry en 2018 en comparaison avec celle de l'Oise et de la France entière. Une caractéristique marquante du parc de logements est ainsi une proportion de résidences secondaires et logements occasionnels (0,3 %) inférieure à celle du département (2,5 %). Concernant le statut d'occupation de ces logements, 84,7 % des habitants de la commune sont propriétaires de leur logement (83,6 % en 2013), contre 61,4 % pour l'Oise et 57,5 pour la France entière.
| Typologie                                               | Cauffry | Oise | France entière |
| ------------------------------------------------------- | ------- | ---- | -------------- |
| Résidences principales (en %)                           | 94,9    | 90,4 | 82,1           |
| Résidences secondaires et logements occasionnels (en %) | 0,3     | 2,5  | 9,7            |
| Logements vacants (en %)                                | 4,8     | 7,1  | 8,2            |

### Voies de communications et transports

#### Voies de communication
L'ancienne route nationale 16 (actuelle RD 1016) de Paris à Dunkerque, passe entre le chef-lieu à l'est et Soutraine à l'ouest. Venant de Creil directement par Nogent-sur-Oise et Laigneville, passait par l'avenue Henri-Besseelle et atteignait Rantigny au carrefour de la Poste, où elle croisait la route départementale 137 (rues de Mouy et de Liancourt), de Noailles à Maimbeville par Mouy, Ars et Liancourt. Ce sont les deux grandes artères de la commune. La RD 1016 été déviée de la  en 1966 par une voie rapide à partir du plateau de Creil par Vaux, Nogent-sur-Oise, Monchy-Saint-Éloi, Sailleville pour éviter les agglomérations. Le prolongement de cette déviation permet d'éviter Rantigny. En même temps la RD 137 a été elle-même déviée à partir d'Ars, passant plus près de Soutraine et sous la déviation par un échangeur avec laquelle elle correspond. L'ancienne route a été déclassée en RD 916a. Plusieurs routes communales relient la localité aux communes voisines, de Soutraine à Rousseloy ou Laigneville, et de Laigneville à Cauffry.

#### Transports
La commune est traversée par la ligne de Paris-Nord à Lille, dont la station la plus proche, la gare de Liancourt - Rantigny, jouxte Cauffry. Elle est desservie par les trains TER Hauts-de-France (relations C10, C11 et P10). Quatorze à quinze trains par jour et par sens s'arrêtent du lundi au vendredi, et six à sept les dimanches et jours fériées. Du lundi au vendredi, la moitié des trains est origine ou terminus Creil, un changement étant donc nécessaire pour les déplacements entre Liancourt et Paris. Un TER met en moyenne 43 min pour atteindre la capitale, avec quatre arrêts intermédiaires.
Cauffry est desservie, en 2023, par les lignes 642, 6242, 6314, 6315, 6316, 6318 et 6352 du réseau interurbain de l'Oise.
L'aéroport de Beauvais-Tillé se trouve à 29 km à l'ouest. L'aéroport Roissy-Charles-de-Gaulle est situé à 38 km au sud.

### Risques naturels et technologiques
La commune se trouve en zone de sismicité 1.

## Toponymie
Ce fut successivement, « Calfiacum », « Caufery » vers 1104, « Chaufery » en 1218, « Caufri » en 1220, « Caufratum » en 1250, « Caufery » à nouveau en 1750. Les archives du prieuré de Saint-Leu-d'Esserent, dont dépendait Cauffry, font également apparaître les noms de « Caufrit », « Caufry », « Chauffry » et « Coffry ».
 
Le nom de Cauffry est d'origine gallo-romaine. Il correspond au fundus (ferme, domaine, propriété) de Calfiracus.
Le hameau de Soutraine fut un vicus (gros village, bourg) appelé « Soterana ». Mais ce nom fut maintes fois modifié : « Assotrenie » vers 1104, « Sousteraine », « Soustrayne », « Soustrenes » en 1224, « Aussoutraine » en 1556, « en Soutraine », « aux Soutraines » au XVIIIe siècle,.

## Histoire
Il y eut un manoir fortifié situé du côté de Mogneville mais anciennement détruit. Les débris de ces fondations ont été retrouvées au début du XIXe siècle.
Le prieuré de Saint-Leu-d'Esserent avait sous l'Ancien Régime le patronage de l'église.
Au début du XIXe siècle, on comptait deux moulins à eau dans le territoire communal. La population vivait essentiellement des activités agricoles
La gare de Liancourt - Rantigny est mise en service en 1846 sur la ligne de Paris-Nord à Lille qui traverse la commune du sud au nord. Elle a facilité les déplacements des habitants et le transport des marchandises.
Durant la Première Guerre mondiale, Cauffry est occupé entre le 2 et le 10 septembre 1914 par  l'armée allemande, et durant laquelle deux habitants de Soutraine sont tués. Le maire, Gervais Buquet, élu en 1912, démissionne en 1917. Durant l'Offensive du Printemps de 1918; Cauffry est bombardée

## Politique et administration

### Rattachements administratifs et électoraux

#### Rattachements administratifs
La commune se trouve depuis 1942 dans l'arrondissement de Clermont du département de l'Oise.
Elle faisait partie depuis 1793 du canton de Liancourt. Dans le cadre du redécoupage cantonal de 2014 en France, cette circonscription administrative territoriale a disparu, et le canton n'est plus qu'une circonscription électorale.

#### Rattachements électoraux
Pour les élections départementales, la commune fait partie depuis 2014 du canton de Nogent-sur-Oise
Pour l'élection des députés, elle fait partie de la septième circonscription de l'Oise.

### Intercommunalité
Cauffry est membre de la communauté de communes du Liancourtois - la Vallée dorée, un établissement public de coopération intercommunale (EPCI) à fiscalité propre créé en 1963et auquel la commune avait transféré un certain nombre de ses compétences, dans les conditions déterminées par le code général des collectivités territoriales.

### Liste des maires
| Période                                  | Période                        | Identité                  | Étiquette | Qualité                                                               |
| ---------------------------------------- | ------------------------------ | ------------------------- | --------- | --------------------------------------------------------------------- |
| Les données manquantes sont à compléter. |                                |                           |           |                                                                       |
| 1891                                     | 1896                           | Louis Dodrelot-Quennessen |           | Propriétaire                                                          |
| 1896                                     | 1898                           | Alexandre Fontaine        |           | Décédé en fonction                                                    |
| 1898                                     | 1902                           | Gervais Buquet            |           | Cultivateur Démissionnaire                                            |
| 1902                                     | septembre 1903                 | Émile Manoury             |           | Industriel                                                            |
| 1903                                     | avril 1908                     | Gervais Buquet            |           | Cultivateur Démissionnaire                                            |
| 1908                                     | 1912                           | Ernest Cabaret            |           | Maraîcher                                                             |
| 1912                                     | 1917                           | Gervais Buquet            |           | Cultivateur Démissionnaire                                            |
| mai 1925                                 | juin 1925                      | Marius Mariotte           |           |                                                                       |
| juin 1925                                | février 1928                   | Ernest Cabaret            |           | Maraîcher                                                             |
| février 1928                             | mars 1983                      | Henri Besse               |           | Industriel                                                            |
| mars 1983                                | mars 1989                      | Antoine Natkaniec         |           |                                                                       |
| mars 1989                                | août 2002                      | Marcel Patoux             |           | Retraité Vice-président de la CC du Liancourtois Décédé en fonction   |
| septembre 2002                           | mars 2014                      | Alain Pétigny             |           |                                                                       |
| mars 2014                                | mai 2020                       | M. Claude Persant         | SE        | Retraité Vice-président de la CC du Liancourtois (2014 → 2020)        |
| mai 2020                                 | En cours (au 10 décembre 2021) | Virginie Garnier          | DVD       | Ingénieure qualité Vice-présidente de la CC du Liancourtois (2020 → ) |

### Jumelages
Jumelages
- Biburg (Allemagne).

## Équipements et services publics

### Enseignement
La commune dispose du groupe scolaire des Marronniers, doté d'une cantine et d'un accueil périscolaire.
Les élèves poursuivent leur scolarité au collège Simone-Veil (anciennement appelé "Collège du Marais"). La chercheuse Éliane Viennot a enseigné dans cet établissement au début des années 1990.

### Justice, sécurité, secours et défense
La commune se dote en 2021 d'un réseau de vidéosurveillance.

## Population et société

### Démographie

#### Évolution démographique
L'évolution du nombre d'habitants est connue à travers les recensements de la population effectués dans la commune depuis 1793. Pour les communes de moins de 10 000 habitants, une enquête de recensement portant sur toute la population est réalisée tous les cinq ans, les populations de référence des années intermédiaires étant quant à elles estimées par interpolation ou extrapolation. Pour la commune, le premier recensement exhaustif entrant dans le cadre du nouveau dispositif a été réalisé en 2004.

En 2022, la commune comptait 2 669 habitants, en évolution de +6,76 % par rapport à 2016 (Oise : +0,87 %, France hors Mayotte : +2,11 %).
| 1793 | 1800 | 1806 | 1821 | 1831 | 1836 | 1841 | 1846 | 1851 |
| ---- | ---- | ---- | ---- | ---- | ---- | ---- | ---- | ---- |
| 282  | 315  | 335  | 298  | 289  | 303  | 280  | 315  | 315  |

| 1856 | 1861 | 1866 | 1872 | 1876 | 1881 | 1886 | 1891 | 1896 |
| ---- | ---- | ---- | ---- | ---- | ---- | ---- | ---- | ---- |
| 352  | 360  | 381  | 414  | 428  | 455  | 430  | 464  | 537  |

| 1901 | 1906 | 1911 | 1921 | 1926 | 1931 | 1936 | 1946 | 1954 |
| ---- | ---- | ---- | ---- | ---- | ---- | ---- | ---- | ---- |
| 560  | 590  | 613  | 671  | 670  | 729  | 623  | 603  | 720  |

| 1962  | 1968  | 1975  | 1982  | 1990  | 1999  | 2004  | 2006  | 2009  |
| ----- | ----- | ----- | ----- | ----- | ----- | ----- | ----- | ----- |
| 1 043 | 1 239 | 1 332 | 1 689 | 2 137 | 2 300 | 2 260 | 2 273 | 2 387 |

| 2014  | 2019  | 2022  | - | - | - | - | - | - |
| ----- | ----- | ----- | - | - | - | - | - | - |
| 2 468 | 2 621 | 2 669 | - | - | - | - | - | - |

#### Pyramide des âges
La population de la commune est relativement jeune.
En 2018, le taux de personnes d'un âge inférieur à 30 ans s'élève à 36,7 %, soit en dessous de la moyenne départementale (37,3 %). À l'inverse, le taux de personnes d'âge supérieur à 60 ans est de 21,4 % la même année, alors qu'il est de 22,8 % au niveau départemental.
En 2018, la commune comptait 1 281 hommes pour 1 300 femmes, soit un taux de 50,37 % de femmes, légèrement inférieur au taux départemental (51,11 %).
Les pyramides des âges de la commune et du département s'établissent comme suit.
| Hommes | Classe d’âge | Femmes |
| ------ | ------------ | ------ |
| 0,0    | 90 ou +      | 0,8    |
| 5,5    | 75-89 ans    | 6,4    |
| 15,2   | 60-74 ans    | 14,7   |
| 21,8   | 45-59 ans    | 20,5   |
| 19,8   | 30-44 ans    | 21,8   |
| 14,9   | 15-29 ans    | 13,7   |
| 22,8   | 0-14 ans     | 22,0   |

| Hommes | Classe d’âge | Femmes |
| ------ | ------------ | ------ |
| 0,5    | 90 ou +      | 1,4    |
| 5,5    | 75-89 ans    | 7,6    |
| 15,6   | 60-74 ans    | 16,3   |
| 20,8   | 45-59 ans    | 20     |
| 19,4   | 30-44 ans    | 19,4   |
| 17,6   | 15-29 ans    | 16,2   |
| 20,6   | 0-14 ans     | 19,1   |

### Sports
- Le Football Club de Cauffry, créé en 1973, a son équipe fanion  qui évolue en 2021 en Départemental 2. La même année, ses effectifs atteignaient 350 licenciés[42].

- Un stade d'athlétisme a été rénové à neuf en 2019 avec les financements  du Département, de la Région, de la communauté de communes du Liancourtois et de la ville de Cauffry[43].

## Culture locale et patrimoine

### Lieux et monuments
Cauffry compte deux monuments historiques sur son territoire :
- L'église Saint-Aubin ou Sainte-Geneviève (classée monument historique en 1930[44]) : l'église se compose notamment d'une nef d'origine romane, fortement remaniée, et d'un clocher en bâtière et d'un chœur datant du dernier quart du XIIe siècle. 
Représentatifs de la période de transition du roman vers le gothique, ils portent encore tous les caractéristiques de l'architecture romane, mais sont toutefois voûtés d'ogives dès l'origine. Dans sa physionomie et avec son plan initial très simple, avec un clocher interposé entre la nef et le chœur, l'église Saint-Aubin est parfaitement représentative des églises rurales du Beauvaisis des XIe siècle et XIIe siècles. Les corniches dites beauvaisines et le triplet du chevet plat sont en outre des éléments très répandus dans la région au XIIe siècle. Après le chœur, authentique mais simple, le clocher en bâtière représente la partie la plus remarquable de l'église. Son étage de beffroi, avec ses deux baies gémelées par face subdivisées en deux petites arcades chacune et flanquées de multiples colonnettes à chapiteaux, appartient à un type caractéristique de la région. Apparu au dernier quart du XIIe siècle, il devient l'archétype d'un certain nombre de clochers gothiques, et Cauffry possède l'une des rares exemplaires de la variante romane de ce type. 
Des remaniements à partir du XIIIe siècle ont apporté l'ajout d'un porche et d'un bas-côté, le rehaussement de la nef et l'adjonction de deux chapelles au nord[45],[46],[47].

- Calvaire au nord de l'église (classé monument historique en 1932[48]) : datant du XVe siècle ou XVIe siècle, il n'est pas clairement classable dans l'art flamboyant ou Renaissance. Il a été plusieurs fois mutilé et réparé, mais sa partie supérieure manque sans avoir été remplacée. C'est le soubassement octogonal qui est remarquable, présentant quatre figures sculptées alternant avec des motifs végétaux[49],[50],[51].

On peut également signaler : 

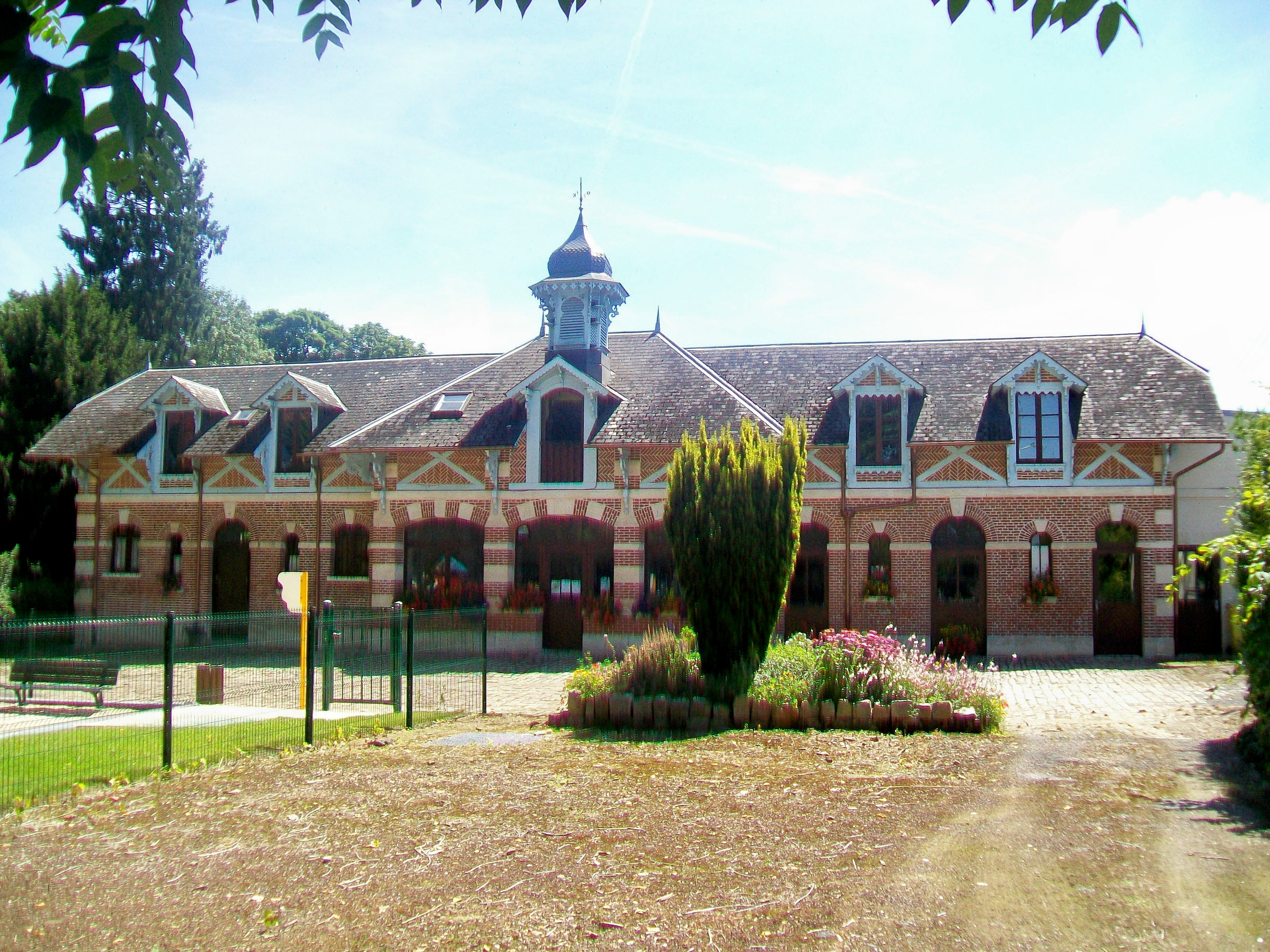
La bibliothèque municipale.

- Le parc de la mairie et les résidences au sud se situent sur un ancien domaine acquis par Charles du Plessis, seigneur de Liancourt, en 1630. Ce domaine entre dans le marquisat de Liancourt en 1673. Sur l'emplacement des actuels HLM se situe alors un manoir. Après une période d'abandon, le domaine est racheté par l'industriel local Narcisse Duvoir en 1850, qui rénove le parc et fait construire une villa appelé le petit Château, située à l'emplacement de l'actuelle mairie. 
Or, ce château a été incendié par les soldats allemands lors de la guerre franco-prussienne de 1870, alors que des combats ont lieu à Clermont. Ne subsistent que la cave voûtée. Après la guerre, la veuve Duvoir fait reconstruire la demeure, mais sans l'aile est. En 1892, la propriété passe dans la famille Sherrer, et en 1970, la municipalité l'acquiert pour y installer la mairie[51].
- La bibliothèque est installée depuis 1999 dans les anciens communs du château, datant du XIXe siècle. Lors de la campagne de restauration de 2004, la couleur bleue des boiseries a été reconduite à partir d'écailles retrouvées lors des travaux[51].
- Le parc arboretum entoure la mairie et se développe sur plus de trois hectares. Sont à remarquer, entre autres, un Ginkgo biloba, une Araucaria du Chili, un Séquoia géant, un Frêne rouge et un hêtre tricolore[52].
- La chapelle Saint-Roch de Soutraine est un petit bâtiment avec un clocheton sur le mur pignon de la façade occidentale, au-dessus de la porte ; c'est sa seule particularité architecturale visible depuis la rue. Elle date de 1820 et remplace une chapelle plus ancienne de 1605, qui à son tour s'était substituée à une église en bois d'âge inconnu. Lors de la rénovation en 1967, une statue mutilée de saint Roch a été retrouvée[51],[53].

### Personnalités liées à la commune
- La seigneurie appartient sous l'Ancien Régime à la maison d’Hédouville, qui la vend en 1610 à Charles du Plessis, seigneur de Liancourt[1].
- Adrien Vachette (1753-1839), orfèvre parisien de la médaille miraculeuse